# 自由社会
理论上在自由社会里面，所有个体的行动都是自愿的。个人会发现在自由社会里面即使不受欢迎也是安全的。
在自由社会里面，个体将组成志愿结合的团体，包括自由市场和共产主义社会。在自由社会里面，个体将因为互不侵犯原则而更加富裕。

## 脚注
1. ↑  Adlai E. Stevenson. . 1952-10-07  [2010-10-21]. （原始内容存档于2021-03-01）.